# 艾維特航空324號班機空難
艾维特航空324号班机空难发生于2009年11月28日8时12分，当时，这架麦道MD-11F货机在执行从上海浦东国际机场飞往吉尔吉斯斯坦比什凯克玛纳斯国际机场的航班。起飞时因推力设定错误，准备抬轮离地时因速度不足机尾不慎擦地，但由于当时飞机已接近跑道头，所以无法在跑道内停下。之后飞机在冲出跑道后离地，但离地仅仅十几英尺后迅速下坠，坠毁在跑道旁一间仓库附近并迅速起火爆炸。事故中3人死亡，1人受重伤，其余三人轻伤。浦东国际机场现场工作人员称，当时看到货机在起飞滑跑阶段，起飞时前起落架没有收起，速度明显不够。

## 飛機

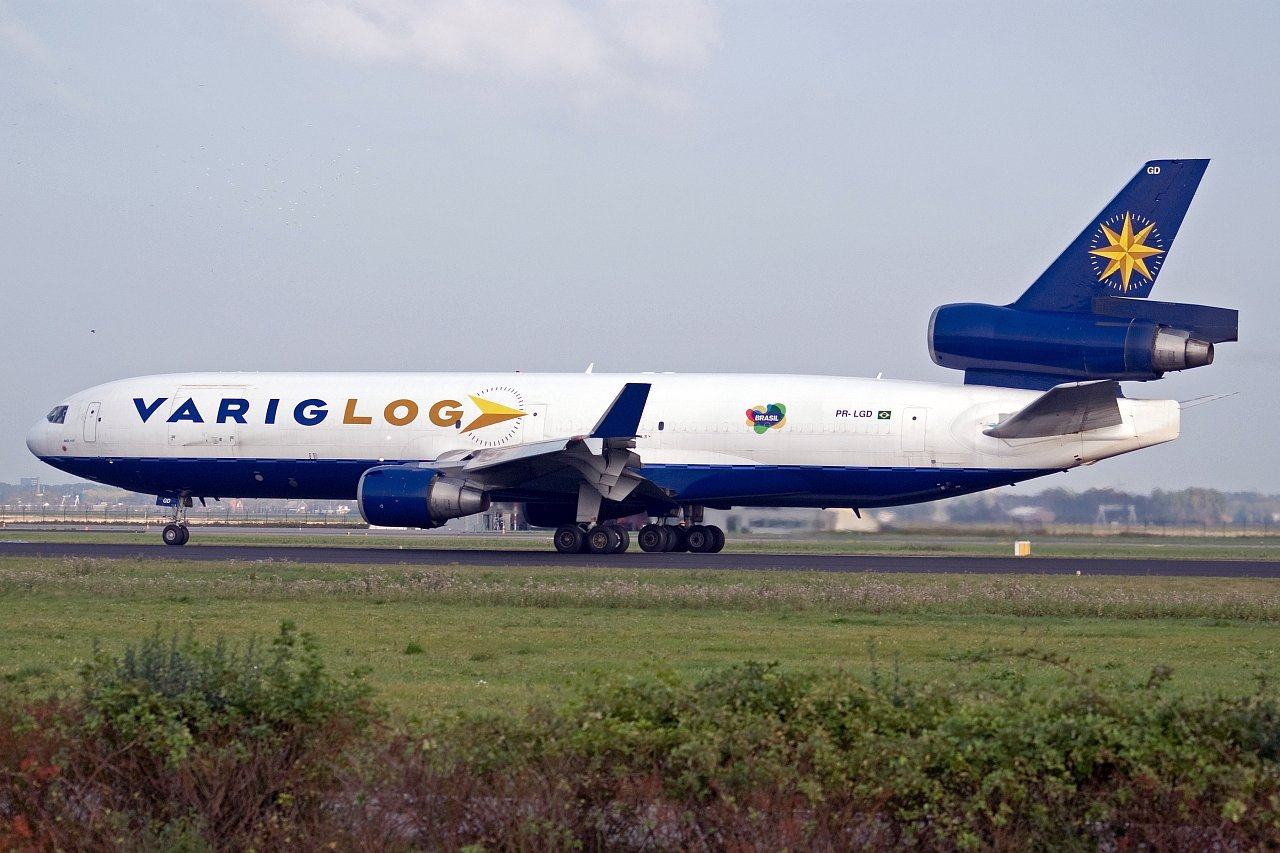
涉事航机于里约格朗德航空服役时的照片（注册号PR-LGD），摄于2007年

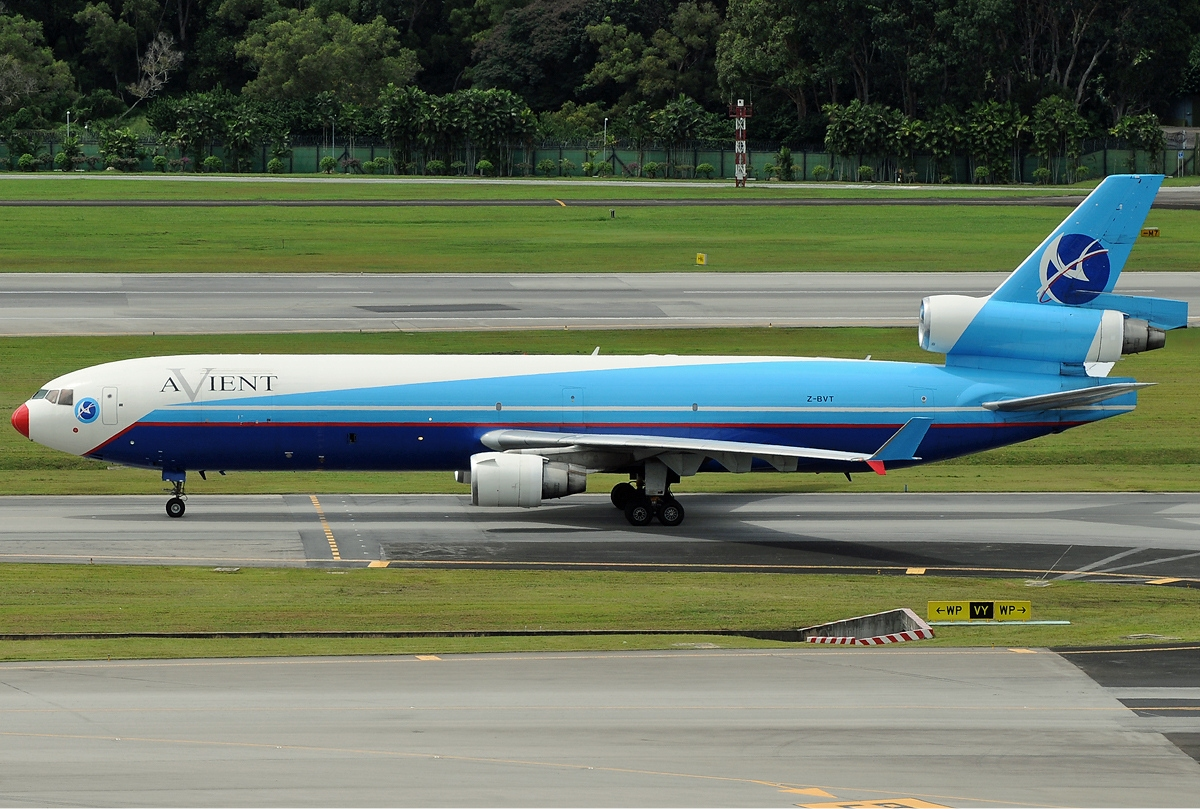
艾维特航空的另一架MD-11F

涉事的MD-11於1990年製造，最初是一架交付給大韓航空的客機，編號為HL7372，1995年改裝為貨機，曾於2002年1月9日在悉尼机场裝卸貨物時後傾，機尾觸地。2005年，該機離開大韓航空貨運機隊，轉租里约格朗德航空货运，2008年4月起在迈阿密封存。2009年11月20日，這架飛機交付給艾維特航空，8天之後即發生空難。而大韓航空在該機之後引進的另一架同型飛機（編號HL7373）於1999年4月15日自上海虹橋機場起飛后因機組人員誤判高度而墜毀。

## 影响
该起事故导致出事的01及03号跑道被封闭到下午，延误了几班在上海浦东机场起飞或降落的班机。
这是上海浦东国际机场启用10年来第一起空难。

## 外部連結
- 此次空难的特别报道 （页面存档备份，存于）
- 空难模拟动画 （页面存档备份，存于）